# 아이 엠 스타!
《아이 엠 스타!》(영어: I am Star!)(원제: 《아이카츠!》(일본어: アイカツ! -アイドルカツドウ!- 아이카쓰 아이도루 카쓰도[*]), 아이카츠란 아이돌 활동(アイドルカツドウ!)의 줄임말.)는 반다이 남코 게임즈에서 판매하는 데이터 카드다스 아케이드 게임과 이를 원작으로 하는 애니메이션이다.

## 개요
- 다른 리듬게임과는 달리, 이 게임은 소녀 취향이다.
- 한국판 제목인 《아이 엠 스타!》는 오직 한국에서만 사용하는 제목이다.

## 줄거리

### 1기
여주인공 호시미야 이치고(라임)는 평범한 중학교 1학년으로 절친인 아오이(마린)의 권유로 아이돌 양성명문학원인 스타 라이트 학원에 편입하면서, 이치고(라임)의 평범했던 일상이 완전히 바뀌어 버렸다. 여러 라이벌들과 만나며 아이돌로써 마음가짐을 배우고 아이카츠(아이 엠 스타) 카드를 사용하여 여러 오디션에 도전하게 되는데… 신인 아이돌 이치고(라임)의 밝고 활기찬 활동이 지금 시작된다!

### 2기
이치고(라임)가 유학을 떠난지 1년. 그 동안 아이돌 세계엔 변화의 바람이 분다. 스타 라이트 학원이 거의 독식하고 있던 아이돌 업계에 드림 아카데미라는 새로운 학교가 생기고 그 곳의 아이돌들이 빠르게 인기를 얻기 시작한 것. 스타 라이트 학원의 오리히메(제시카) 학원장은 드림 아카데미와의 라이브 대결을 발표하고 만약 여기서 스타 라이트 학원이 지게 될 경우엔 학원장직에서 물러 나겠다고 한다. 그 때, 드림 아카데미에서 혜성처럼 이치고(라임)의 라이벌이 나타나는데…!

### 3기
개성 강한 아이돌들이 활약하는 아이카츠(아이 엠 스타)! 세계! 그중에서도 스타 라이트 학원의 호시미야 이치고(라임), 키리야 아오이(마린), 시부키 란(보라)은 성장에 성장을 거듭해 여러 곳에서 재능을 발휘하는 아이돌이 되었다. 그런 선배들을 동경하는 신인 아이돌. 스타 라이트 학원의 오오조라 아카리(하늘). 이제부터 아카리(하늘)를 기다리는 것은 새로운 친구들과 라이벌들과의 만남, 그리고 여러 위기와 기회! 지금 여기에서 아카리(하늘)의 땀과 눈물 어린 아이카츠(아이 엠 스타)!가 시작된다!

### 4기
『펼쳐지는 세계, 우리들의 아이돌 활동!』
스타 라이트 학원의 유닛 루미너스의 오오조라 아카리(하늘), 히카미 스미레(리라), 신조 히나키(희나)는 『루미너스☆재팬 투어』에 출발! 아이카츠 와곤을 타고 일본 구석구석을 도는 그녀들을 기다리고 있는 건 팬의 미소 또는 성원 그리고 각 지역의 매력적인 아이돌들! 학원에서 나온 루미너스의 아이카츠(아이 엠 스타)!는 새로운 만남과 더불어 더욱 뜨겁게 불타오릅니다!

## STAR☆ANIS
- 미타니 레미 - 1990년 5월 11일
- 아이노 에리
- 이치쿠 라유나
- 나루세 에이미 (덴파구미.inc) - 1987년 2월 16일
- 아이자와 리사 (덴파구미.inc, 엘자 포르테 (아이카츠 스타즈!)) - 1988년 8월 2일

## Mia REGINA
- 사사카마 리스코 (리더)
- 키리시마 와카 (서브리더)
- 우에바나 후우리 (나츠키 미쿠루 (아이 엠 스타!))

## AIKATSU☆STARS!
- 엔도루카 (시라토리 히메&후타바 아리아 (아이카츠 스타즈!)) -1990년 9월 9일
- 후지시로 리에 (사쿠라바 로라&키자키 레이(아이카츠 스타즈!))
- 미라이 미키 (사오토메 아코 (아이카츠 스타즈!))
- 아마네 미호 (다이치 노노 (아이카츠!), 카스미 요조라&하나조노 키라라(아이카츠 스타즈!))-1994년 8월 22일
- 마츠오카 나나세(시라카바 리사(아이카츠!), 키사라기 츠바사&시로가네 리리&나나쿠라 코하루 (아이카츠 스타즈!))-1996년 9월 10일
- 호시자키 카나 (도지마 니나 (아이카츠!), 카스미 마히루&니카이도 유즈(아이카츠 스타즈!)) -1994년 5월 30일
- 호리고시 세나 (니지노 유메 (아이카츠 스타즈!))

## STAR☆ANIS
- 아이자와리사(덴파구미.inc, 엘자 포르테(아이카츠 스타즈!))-1988년8월 2일

## 스페셜그룹
- 드림걸즈:나츠키미쿠루(리더)&아리스가와오토메(서브리더)&신죠 히나키&쿠로사와린

## 2인조그룹
- WM:칸자키미즈키&나츠키미쿠루
- 마스커레이드:오리히메미츠이시&호시미야링고
- 2wingS:호시미야 이치고(솔레이유리더)&오토시로세이라
- 미즈키&이치고:칸자키미즈키(리더)&호시미야 이치고
- 아마후와☆나데시코:크리스코코네&후지와라미야비
- 코스모스:호시미야 이치고(리더/솔레이유리더), 오오조라 아카리(루미너스리더)
- Skips:오오조라 아카리(루미너스리더)&아마하네마도카(바닐라칠리페퍼)
- 정열★할라피뇨:쿠레바야시쥬리(바닐라칠리페퍼리더)&[[신조 히나키(루미너스)
- 댄싱·디바:히카미스미레(루미너스)&쿠로사와린(바닐라칠리페퍼)

## 3인조그룹
- 솔레이유:호시미야 이치고(리더)&키리야 아오이&시부키 란
- 트라이스타:칸자키미즈키(리더)&이치노세카에데&토도 유리카
- 포와포와푸리린:아리스가와오토메(리더)&카미야시온&키타오지사쿠라
- 루미너스:오오조라 아카리(리더)&히카미 스미레&신조 히나키
- 바닐라칠리페퍼:쿠레바야시쥬리(리더)&쿠로사와린&아마하네마도카

## 8인조그룹
- STAR☆ANIS:칸자키미즈키(리더)&호시미야 이치고(서브리더)&키리야 아오이&시부키 란&이치노세카에데&토도 유리카&아리스가와오토메&키타오지사쿠라
- 드림스타:호시미야 이치고(리더)&키리야 아오이&시부키 란&아리스가와오토메&오토시로세이라&사에구사키이&카제사와소라&히메사토마리아
- 아이카츠8(아케이드):칸자키미즈키(리더)&호시미야 이치고(서브리더)&키리야 아오이&토도 유리카&카제사와소라&히메사토마리아&나츠키미쿠루&오오조라 아카리(최연소)
- 아이카츠8(애니메이션):칸자키미즈키(리더)&호시미야 이치고(서브리더)&아리스가와오토메&토도 유리카&오토시로세이라&카제사와소라&히메사토마리아&나츠키미쿠루
- 아이카츠8(아케이드):칸자키미즈키(리더)&호시미야 이치고(서브리더)&토도 유리카&나츠키미쿠루&크리스코코네&오오조라 아카리&쿠로사와린
- 아이카츠8(애니메이션):칸자키미즈키(리더)&호시미야 이치고(서브리더)&키리야 아오이&토도 유리카&키타오지사쿠라&오오조라 아카리&히카미 스미레
- 포토카츠8:칸자키미즈키(리더)&호시미야 이치고(서브리더)&키리야 아오이&토도 유리카&오오조라 아카리&히카미 스미레&쿠레바야시쥬리

## 제작진

### 일본
- 기획, 제작 - 선라이즈 (1화~126화) BN Pictures (127화~178화)
- 원작 - 선라이즈
- 원안 - 후지와라 시게키 (반다이)
- 감독 - 키무라 류이치
- 슈퍼바이저 - 미즈시마 세이지
- 시리즈 구성 - 카토 요이치
- 캐릭터 디자인 - 야구치 히로코
- 디자인 워크스 - 이시카와 카요코, 와타베 사토미
- 미술 감독 - 오오누키 유우지
- 색채 설계 - 오오츠카 마스미
- 촬영 감독 - 오오카미 요이치 (2기)
- CG 디렉터 - 키타다 신 (2기), 타니구치 아키나리
- 편집 - 카사하라 요시히로
- 음향감독 - 키쿠타 히로미
- 음악 - MONACA
- 음악 프로듀서 - 쿠로다 마나부
- 음악 A&R - 우스쿠라 류타로
- 음악 제작 - MONACA, 선라이즈 음악 출판
- 음악 제작 협력 - 란티스, TV 도쿄 뮤직
- 이그제큐티브 프로듀서 - 야마니시 타이헤이, 오자키 마사
- 프로듀서 - 사이토 토모유키
- 플래닝 매니저 - 하야시 준에이 (TV 도쿄), 스즈쇼 카요코 (TV 도쿄), 하라다 마사시, 야마니시 타이헤이, 엔도 테츠야
- 애니메이션 프로듀서 - 야마지 하루히사, 이토 코헤이 (1기)
- 애니메이션 제작 협력 - 텔레콤 애니메이션 필름 (1기)
- 제작 - TV 도쿄, 덴쓰, 선라이즈 BN Pictures
- 저작권 - 2012 ~ TV 도쿄, 덴쓰, 선라이즈 BN Pictures All rights reserved.

### 한국
- 책임 프로듀서 - 석종서, 신길주
- 제작 프로듀서 - 신동식
- 편성 마케팅 - 고은주, 이현정, 강유미, 강한별, 이민순, 남궁진아, 조승희, 김민지, 이세영, 허화정, 김정아, 조승연, 임선아, 진서영
- 콘텐츠 제작 - 김이경, 이선희, 박용진, 김종민, 김의진, 오지미, 엄의동, 고영완, 주현아
- 브랜드 디자인 - 장우신, 김백준, 안희련, 신경숙, 홍지예, 김유나, 김윤경, 차주현, 임주영, 이승민
- 투니랜드 - 이상호, 홍아름, 정찬원, 이강희, 고지민, 김유경, 김유정, 정영민, 현은지, 정예지, 최우석
- 판권사업 - 백승진, 김윤중, 김보석, 김윤호, 김은주, 손영은, 이은선, 김택상, 김아람, 이재희, 서심지, 김진희
- 키즈사업 - 윤여민, 성수희, 이선희, 구희준, 남경인, 김세라
- 컴퓨터그래픽 - 박용섭, 한우섭(1~4기 1부)→유지영(1~3기 1부), 손형은, 김진수, 김계상, 이진호
- 디지인 - 윤주섭
- 녹음기술 - 엄우섭, 김선아
- 행정 - 이지영, 안정란
- 음악연출 - 이윤종 (1기 Part 1), 김정아 (1기 Part 2~), 박지혜 (2기~)
- 녹음 및 믹싱 - 김세광 (2기~), 박지혜 (CIC미디어)
- 코러스 - 공보경, 이정은, 이아람 (2기~), 박상희 (2기~)
- 번안 - 윤경아 (1기), 장동준 (2기~), 김진아
- 종합편집 - 김용성
- 화면수정 - 서선지, 고은아, 엄지현, 최은화
- 녹음 - 이성주 (CIC미디어)
- 번역 - 윤경아
- 조연출 - 김용만
- 연출 - 김진아(1~3기 1부)→정혜수(CIC 미디어)(3기 2부)→류정혜(4기)
- 제작 협력 - CIC미디어
- 우리말 제작 - 투니버스

## 주제가, 삽입가

### 오프닝
「Signalize!」 (1화~25화)
작사 - 하타 아키 / 작곡 - NARASAKI / 편곡 - SADESPER RECORD
노래 - 와카&리스코&후우리&스나오(STAR☆ANIS)/정혜원, 김채하, 소연, 이용신
「ダイヤモンドハッピー」 / 「다이아몬드 해피!」 (26화~50화)
작사 - 하타 아키 / 작곡·편곡 - 이시하마 카케루
노래 - 리스코&와카&후우리&스나오(STAR☆ANIS)
「KIRA☆Power」 / 「STAR☆POWER」 (51화~75화)
작사 - 하타 아키 / 작곡·편곡 - 이시하마 카케루
노래 - 와카&후우리&스나오(STAR☆ANIS) / 정혜원, 박지윤, 김채하, 소연, 김현지, 박리나
「SHINING LINE」 / 「Shining Line」 (76화~101화)
작사 - 코다마 사오리 / 작곡·편곡 - 이시하마 카케루
노래 - 와카&후우리&스나오(STAR☆ANIS) / 정혜원, 소연, 김채하, 박지윤
「Du-Du-Wa DO IT!!」 (102화~126화)
작사 - 코다마 사오리 / 작곡·편곡 - 미나미다 켄고
노래 - 루카&모나&미키(AIKATSU☆STARS!)/와카(STAR☆ANIS)/ 정혜원, 정유정, 김새해, 김영은
「Lovely Party Collection」 (127화~152화)
작사 - 코다마 사오리 / 작곡·편곡 - 이시하마 카케루
노래 - 루카&모나&미키(AIKATSU☆STARS!) / 정유정, 김새해, 김영은, 사문영, 김가령
「START DASH SENSATION」 (153화~178화)
작사 - 코다마 사오리 / 작곡·편곡 - 이시하마 카케루
노래 - 루카&모나&미키(AIKATSU☆STARS!) / 정유정, 김새해, 김영은

### 엔딩
「カレンダーガール」 / 「Calendar Girl」 (1화~25화, 125화)
작사 - 코다마 사오리 / 작곡·편곡 - 타나카 히데카즈
노래 - 와카&후우리&스나오(STAR☆ANIS) / 정혜원, 김채하, 소연, 여윤미, 방연지
「ヒラリ／ヒトリ／キラリ」 / 「드리밍 샤이닝 플라잉」 (26화~50화)
작사 - 타다노 나츠미 / 작곡·편곡 - 호아시 케이고
노래 - 와카&리스코&후우리&스나오&레미&모에&에리&유나(STAR☆ANIS) / 정혜원, 김채하, 소연, 여윤미, 이용신, 이소은, 김보영, 방연지
「オリジナルスター☆彡」 / 「오리지널 스타」 (51화~75화)
작사 - 코다마 사오리 / 작곡·편곡 - 타나카 히데카즈
노래 - 와카&리스코&후우리&스나오&레미&모에&에리&유나(STAR☆ANIS) / 정혜원, 박지윤, 김채하, 소연, 김현지
「Precious」 (76화~101화)
작사 - 츠지 준코 / 작곡·편곡 - 호아시 케이고
노래 - 리스코&와카&후우리(STAR☆ANIS) /모나(AIKATSU☆STARS!) / 이용신, 정혜원, 박지윤
「Good morning my dream」 (102화~126화)
작사 - 코다마 사오리 / 작곡·편곡 - 타나카 히데카즈
노래 - 루카&모나&미키(AIKATSU☆STARS!) / 정유정, 김새해, 김영은
「チュチュ・バレリーナ」 / 「츄츄 발레리나」 (127화~152화)
작사 - 타다노 나츠미 / 작곡 - 이시하라 마사아키 / 편곡 - 나루세 유스케 (onetrap)
노래 - 모나&루카&미키 from AIKATSU☆STARS! / 정유정, 김새해, 김영은
「lucky train！」 / 「Lucky Train」 (153화~178화)
작사 - 타다노 나츠미 / 작곡 - 나카노 료타 / 편곡 - Integral Clover (agehasprings)
노래 - 루카&모나&미키(AIKATSU☆STARS!) / 정유정, 김새해, 김영은

### 삽입곡

#### 1기
「Move on now!」 (1, 3, 9, 174화)
작사 – 코다마 사오리 / 작곡˙편곡 – 타나카 히데카즈
노래 – 리스코(STAR☆ANIS) /이용신 (1, 3화)
노래 – 와카&후우리&스나오(STAR☆ANIS) /정혜원, 김채하, 소연 (9화)
노래 – 나나세 from AIKATSU☆STARS! / 여민정 (174화)
「アイドル活動!」 / 「I am Star!」 (1, 2, 4, 6, 8, 16, 17, 29, 44, 76, 80, 146화)
작사 – uRy / 작곡˙편곡 – 타나카 히데카즈
노래 – 와카(STAR☆ANIS) /정혜원 (1, 6화)
노래 – 와카&후우리(STAR☆ANIS) /정혜원, 김채하 (2, 4화)
노래 – 스나오&유니코(STAR☆ANIS) /소연, 김영은 (8화)
노래 – 와카&리스코(STAR☆ANIS) /정혜원, 이용신 (16, 17화)
노래 – 와카&후우리&스나오(STAR☆ANIS) /정혜원, 김채하, 소연 (29, 44, 146화)
노래 – 루카(AIKATSU☆STARS) /정유정 (76화)
노래 – 와카(STAR☆ANIS) /루카(AIKATSU☆STARS) /정혜원, 정유정 (80화)
「Prism spiral」 (5, 7, 56, 71화)
작사 – uRy / 작곡˙편곡 – 타나카 히데카즈
노래 – 후우리(STAR☆ANIS) / 김채하 (5, 7, 71화)
노래 – 후우리(STAR☆ANIS) / 김현지, 김채하 (56화)
「Angel Snow」 (10, 11, 148화)
작사 – 코다마 사오리 / 작곡˙편곡 – 타나카 히데카즈
노래 – 와카&레미(STAR☆ANIS) / 정혜원, 여윤미 (10화)
노래 – 레미(STAR☆ANIS) / 여윤미 (11화)
노래 – 레미&에리&유나(STAR☆ANIS) / 여윤미, 이소은, 임윤선 (148화)
「アリスブルーのキス」 / 「앨리스 블루의 키스」 (11, 44화)
작사 – 하라다 켄타 / 작곡 – 사카모토 타카유키 / 편곡 – Rey
노래 – Rey / 신용우
「We Wish You a Merry Christmas AIKATSU Ver.」 (12, 62화)
작사 – 코다마 사오리 / 작곡˙편곡 – 오카베 케이이치
노래 – 스나오(STAR☆ANIS) /정혜원, 김채하, 소연, 여윤미 (12화)
노래 – 스나오(STAR☆ANIS) /정혜원, 김채하, 소연, 박지윤, 김현지, 박리나 (62화)
「Trap of Love」 (13, 15, 57화)
작사 – 나나 (Make Flow, Inc.) / 작곡 – 모리 켄이치 / 편곡 – 오자와 마사즈미
노래 – 스나오&와카&후우리(STAR☆ANIS) / 정혜원 (13화)
노래 – 스나오&와카&후우리(STAR☆ANIS) / 정혜원, 김채하, 소연, 여윤미 (15화)
노래 – 스나오&와카&후우리(STAR☆ANIS) / 소연 (57화)
「真夜中のスカイハイ」 (14, 43화)
작사 – uRy / 작곡˙편곡 – 타나카 히데카즈
노래 – 리스코(STAR☆ANIS)
「Signalize!」 (17, 40화)
작사 - 하타 아키 / 작곡 - NARASAKI / 편곡 - SADESPER RECORD
노래 – 와카&리스코(STAR☆ANIS) / 정혜원, 이용신 (17화)
노래 – 와카&후우리&스나오(STAR☆ANIS) / 정혜원, 김채하, 소연 (40화)
「Growing for a dream」 (18, 23, 30, 79화)
작사 – 코우치 요시후미 / 작곡 – 이마이 히로시 / 편곡 – 오자와 마사즈미
노래 – 와카(STAR☆ANIS) / 정혜원, 김채하, 소연, 여윤미 (18화)
노래 – 와카(STAR☆ANIS) /정혜원, 김채하, 소연, 여윤미, 방연지 (23화)
노래 – 와카&후우리&스나오&레미&모에&에리(STAR☆ANIS) / 정혜원, 김채하, 소연, 여윤미, 방연지, 이소은 (30, 79화)
「硝子ドール」 / 「유리 인형」 (19, 20, 49화)
작사 – 코다마 사오리 / 작곡˙편곡 – 호아시 케이고
노래 – 와카&모에(STAR☆ANIS) / 정혜원, 방연지 (19화)
노래 – 모에(STAR☆ANIS) / 방연지(20, 49화)
「Thrilling Dream」 (21화)
작사 – 코다마 사오리 / 작곡˙편곡 – 이시하마 카케루
노래 – 스나오&리스코(STAR☆ANIS)
「カレンダーガール」 / 「Calendar Girl」 (22, 25, 50, 55, 178화)
작사 - 코다마 사오리 / 작곡·편곡 - 타나카 히데카즈
노래 – 와카&후우리&스나오(STAR☆ANIS) / 정혜원, 김채하, 소연 (22, 50화)
노래 – 와카&후우리&스나오&레미&모에(STAR☆ANIS) / 정혜원, 김채하, 소연, 여윤미, 방연지 (25화)
노래 – 유나(STAR☆ANIS) / 김현지 (55화)
노래 - 와카&후우리&스나오(STAR☆ANIS) /루카&모나&미키(AIKATSU☆STARS) / 정혜원, 김채하, 소연, 정유정, 김새해, 김영은 (178화)
「放課後ポニーテール」 / 「방과 후 포니테일」 (24, 60화)
작사 – 코다마 사오리 / 작곡˙편곡 – 타나카 히데카즈
노래 – 레미(STAR☆ANIS) / 정혜원, 김채하, 소연 (24화)
노래 – 레미(STAR☆ANIS) / 여윤미, 이소은, 김보영 (60화)
「同じ地球のしあわせに」 / 「모두의 행복을 위해」 (26, 30화)
작사 – 코다마 사오리 / 작곡˙편곡 – 타카다 류이치
노래 – 에리(STAR☆ANIS) / 이소은 (26, 30화)
「G線上のShining Sky」 / 「G선상의 Shining Sky」 (27, 28화)
작사 – uRy / 작곡˙편곡 – 호아시 케이고
노래 – 와카&리스코&후우리&스나오&레미&모에&에리(STAR☆ANIS) / 정혜원, 김채하, 소연, 여윤미, 방연지, 이소은, 이용신 (27화)
노래 – 와카&리스코&후우리&스나오(STAR☆ANIS) / 정혜원, 김채하, 소연, 이용신 (28화)
노래 – 와카&리스코(STAR☆ANIS) / 정혜원, 이용신 (28화)
「Wake up my music」 (31, 47, 48화)
작사 – 코다마 사오리 / 작곡˙편곡 – 오카베 케이이치
노래 – 와카&후우리(STAR☆ANIS) / 정혜원, 김채하 (31화)
노래 – 리사&에이미(STAR☆ANIS) / 이선, 박선영 (47, 48화)
「fashion check!」 (32, 86화)
작사 – uRy / 작곡˙편곡 – 이시하마 카케루
노래 – 와카&후우리&스나오&레미&모에(STAR☆ANIS) / 정혜원, 김채하, 소연, 여윤미, 방연지 (32, 86화)
「Take Me Higher」 (33, 34, 35, 36, 38, 150화)
작사 – 타다노 나츠미 / 작곡˙편곡 – 나가타니 타카오
노래 – 와카&후우리&스나오(STAR☆ANIS) / 정혜원, 김채하, 소연 (33, 35화)
노래 – 와카&후우리&스나오&유나(STAR☆ANIS) / 정혜원, 김채하, 소연, 김보영 (34화)
노래 – 리스코&스나오&유나(STAR☆ANIS) / 이용신, 소연, 김보영 (36화)
노래 – 리스코&모에&유나(STAR☆ANIS) / 이용신, 방연지, 김보영 (38, 150화)
「ダイヤモンドハッピー」 / 「다이아몬드 해피!」 (37, 38, 39, 45, 46, 87, 151화, 극장판)
작사 - 하타 아키 / 작곡·편곡 - 이시하마 카케루
노래 – 와카&후우리&스나오(STAR☆ANIS) / 정혜원, 김채하, 소연
「ヒラリ／ヒトリ／キラリ」 / 「드리밍 샤이닝 플라잉」 (41, 42, 45화)
작사 - 타다노 나츠미 / 작곡·편곡 - 호아시 케이고
노래 – 와카&리스코&후우리&스나오&레미&모에&에리&유나(STAR☆ANIS) / 정혜원, 김채하, 소연, 여윤미, 방연지, 이소은, 김보영, 이용신
「右回りwonderland」 / 「wonderland」 (43화)
작사 – 코다마 사오리 / 작곡˙편곡 – 타카다 류이치
노래 – 와카&스나오(STAR☆ANIS) / 정혜원, 김채하, 소연
「Moonlight destiny」 (49, 50화)
작사 – 코다마 사오리 / 작곡˙편곡 – 호아시 케이고
노래 – 리스코 from STAR☆ANIS / 이용신 (49화)
노래 – 리스코&와카 from STAR☆ANIS / 이용신, 정혜원 (50화)

#### 2기
「アイドル活動! (Ver.Rock)」 / 「I am Star! (Ver.Rock)」 (51, 52, 53, 극장판, 172화)
작사 – uRy / 작곡˙편곡 – 타나카 히데카즈
노래 – 후우리(STAR☆ANIS) / 박지윤 (51, 172화)
노래 – 와카(STAR☆ANIS) / 정혜원 (52화)
노래 – 와카&후우리(STAR☆ANIS) / 정혜원, 박지윤 (53화)
「オリジナルスター☆彡」 / 「오리지널 스타」 (54, 74, 77화, 극장판)
작사 - 코다마 사오리 / 작곡·편곡 - 타나카 히데카즈
노래 – 와카&후우리&스나오(STAR☆ANIS) / 정혜원, 김채하, 소연 (54화, 극장판)
노래 – 와카(STAR☆ANIS) /루카(AIKATSU☆STARS!) / 정혜원, 정유정 (77화)
「マジカルタイム」 / 「매지컬 타임」 (58, 66, 172화)
작사 – 코다마 사오리 / 작곡˙편곡 – 타카하시 쿠니유키
노래 – 유나&레미(STAR☆ANIS) / 박지윤, 김현지 (58화)
노래 – 유나(STAR☆ANIS) / 김현지 (66, 172화)
「新・チョコレート事件」 / 「초코 팝 탐정」 (59화)
작사 – 하타 아키 / 작곡˙편곡 – 타나카 히데카즈
노래 – 유나(STAR☆ANIS) / 박지윤, 김현지, 김보영
「Kira・pata・shining」 / 「Cari・Tas・Shining」 (61, 67, 172화)
작사 – 타다노 나츠미 / 작곡˙편곡 – PandaBoY
노래 – 스나오(STAR☆ANIS) / 박리나 (61, 172화)
노래 – 스나오(STAR☆ANIS) / 박리나, 소연 (67화)
「KIRA☆Power」 / 「STAR☆POWER」 (63, 65화)
작사 - 하타 아키 / 작곡·편곡 - 이시하마 카케루
노래 – 와카&후우리(STAR☆ANIS) / 정혜원, 박지윤
「Dance in the rain」 (64화)
작사 – uRy / 작곡˙편곡 – 타나카 히데카즈
노래 – 와카(STAR☆ANIS) / 정혜원
「オーロラプリンセス」 / 「오로라 프린세스」 (68, 69, 172화)
작사 – 하타 아키 / 작곡˙편곡 – 호아시 케이고
노래 – 에리(STAR☆ANIS) / 배진홍 (68, 172화)
노래 – 에리&와카(STAR☆ANIS) / 배진홍, 정혜원 (69화)
「ミトレジャーノ!」 / 「보물을 찾아서!」 (70화)
작사 – 타다노 나츠미 / 작곡˙편곡 – 호아시 케이고
노래 – 와카&후우리(STAR☆ANIS) / 박지윤, 김현지
「ハッピィクレッシェンド」 / 「해피 크레셴도」 (72, 73, 95, 극장판, 148, 172화)
작사 – 츠지 준코 / 작곡˙편곡 – 이시하마 카케루
노래 – 후우리&유나&스나오&에리(STAR☆ANIS) / 박지윤, 김현지, 박리나, 배진홍 (72, 95, 148, 172화)
노래 – 와카&후우리&스나오&레미(STAR☆ANIS) / 정혜원, 김채하, 소연, 여윤미 (73화, 극장판)
「Precious」 (75, 99화)
노래 – 리스코(STAR☆ANIS) / 이용신 (75화)
노래 – 리스코(STAR☆ANIS)&모나 / 이용신, 유인나 (99화)
「笑顔のSuncatcher」 / 「미소 짓는 Suncatcher」 (78, 81, 88, 173화)
작사 – 타다노 나츠미 / 작곡˙편곡 – 나가타니 타카오
노래 – 리스코(STAR☆ANIS)&모나 / 이용신, 유인나
「Sweet Sp!ce」 (82, 94화)
작사 – 츠지 준코 / 작곡˙편곡 – oriori
노래 – 후우리&와카(STAR☆ANIS) / 정혜원, 박지윤
「CHU-CHU♡RAINBOW」 (83화)
작사 – 코다마 사오리 / 작곡˙편곡 – 히로카와 케이이치
노래 – 레미(STAR☆ANIS) / 여윤미
「オトナモード」 / 「어른 모드」 (84, 93, 169, 173화)
작사 – 하야시 나츠미 / 작곡˙편곡 – 나루세 유스케 (onetrap)
노래 – 모나 / 유인나 (84, 169화)
노래 – 리스코(STAR☆ANIS)&모나 / 이용신, 유인나 (93, 173화)
「アラビアンロマンス」 /  「아라비안 로맨스」 (85화)
작사 – 코다마 사오리 / 작곡˙편곡 – 나가타니 타카오
노래 – 에리&와카(STAR☆ANIS) / 소연, 박리나
「永遠の灯」 /  「영원의 등불」 (89, 106화)
작사 – tom.m / 작곡 – 미나미다 켄고 / 편곡 – Integral Clover
노래 – 레미(STAR☆ANIS) / 방연지 (89화)
노래 – 루카(STAR☆ANIS) / 정유정 (106화)
「Stranger alien」 (90화)
작사 – 타다노 나츠미 / 작곡˙편곡 – 오카베 케이이치
노래 – 후우리(STAR☆ANIS) / 김채하
「SHINING LINE*」 / 「Shining Line」 (91, 92, 101화, 극장판)
작사 – 코다마 사오리 / 작곡·편곡 – 이시하마 카케루
노래 – 와카&리스코&레미&모에&후우리&스나오&에리&모나(STAR☆ANIS) / 정혜원, 여윤미, 방연지, 박지윤, 박리나, 배진홍, 이용신, 유인나 (91, 92화)
노래 – 와카&후우리&스나오(STAR☆ANIS) /루카(AIKATSU☆STARS!) / 정유정, 정혜원, 김채하, 소연 (101화)
노래 – 와카&후우리&유나&레미&에리(STAR☆ANIS) /루카(AIKATSU☆STARS!) (극장판)
「ハートのメロディ」 / 「하트 멜로디」 (97화)
작사 – 칸다 레오 / 작곡˙편곡 – 오오니시 쇼고
노래 – 루카(AIKATSU☆STARS!) / 정유정
「フレンド」 / 「프렌드」 (98, 100, 171화)
작사 – 야마다 마미 / 작곡 – 야마사키 케이스케 / 편곡 – 미나미다 켄고
노래 – 와카&후우리(STAR☆ANIS) / 정혜원, 박지윤
노래 – 나나세&카나(AIKATSU☆STARS!) / 사문영, 김가령

#### 3기
「Let's アイカツ!」 / 「Let's I am Star!」 (102, 104, 112, 극장판, 127, 153, 158, 161화)
작사 – 츠지 준코 / 작곡˙편곡 – 타나카 히데카즈
노래 – 루카&모나(AIKATSU☆STARS!) / 정유정, 김새해 (102화)
노래 – 루카&미키(AIKATSU☆STARS!) / 정유정, 김영은 (104화)
노래 – 와카(STAR☆ANIS) / 정혜원 (112화)
노래 – 와카&리스코(STAR☆ANIS) /루카(AIKATSU☆STARS!) /정혜원, 이용신, 정유정 (극장판)
노래 – 나나세&카나(AIKATSU☆STARS!) / 사문영, 김가령 (127화)
노래 – 루카&모나&미키(AIKATSU☆STARS!) / 정유정, 김새해, 김영은 (153, 158, 161화)
「キラキラデイズ」 / 「반짝이는 나날들」 (103화)
작사 – 나카노모리 아야코, KIKOMARU / 작곡 – 나카노모리 아야코 / 편곡 – 나카노모리 아야코, uuiuui
노래 – 와카(STAR☆ANIS) / 정혜원
「タルト・タタン」 / 「타르트 타탱」 (103, 108, 117화)
작사 – 타다노 나츠미 / 작곡˙편곡 – NARASAKI
노래 – 모나(AIKATSU☆STARS!) / 김새해
「Good morning my dream」 (105, 113, 125화)
작사 – 코다마 사오리 / 작곡˙편곡 – 타나카 히데카즈
노래 – 미키(AIKATSU☆STARS!) / 김영은 (105, 113화)
노래 – 와카&후우리&스나오(STAR☆ANIS) / 정혜원, 김채하, 소연 (125화)
「Du-Du-Wa DO IT!!」 (107, 111, 116화)
작사 – 코다마 사오리 / 작곡˙편곡 – 미나미다 켄고
노래 – 루카(AIKATSU☆STARS!) / 정유정 (107, 116화)
노래 – 루카&모나(AIKATSU☆STARS!) / 정유정, 김새해 (111화)
「ラブリー☆ボム」 / 「Lovely☆Bomb」 (109화)
작사 – tzk / 작곡 – 야마사키 케이스케 / 편곡 – 나루세 유스케 (onetrap)
노래 – 미호(AIKATSU☆STARS!) / 정유미
「Passion Flower」 (110, 115, 145화)
작사 – 오오츠카 히토미 / 작곡 – 나카노 료타 / 편곡 – 타카하시 코이치로
노래 – 미호(AIKATSU☆STARS!) / 정유미
「輝きのエチュード」 / 「반짝임의 에튀드」(극장판)
작사 – 코다마 사오리 / 작곡˙편곡 – 이시하마 카케루
노래 – 와카(STAR☆ANIS) / 정혜원
「はろー! Winter Love♪」 / 「Hello! Winter Love」 (114, 165화)
작사 – SINBYI / 작곡 – 히구레 카즈히로 / 편곡 – 미나미다 켄고
노래 – 미키&루카&모나(AIKATSU☆STARS!) / 김영은, 정유정, 김새해 (114화)
노래 – 와카&리스코(STAR☆ANIS) /미키&루카&모나&미호(AIKATSU☆STARS!) / 정혜원, 이용신, 김영은, 정유정, 김새해, 정유미 (165화)
「薄紅デイトリッパー」 / 「연분홍데이 트리퍼」 (118, 119, 121화)
작사 – 오노다 히로유키 / 작곡˙편곡 – fu_mou
노래 – 레미(STAR☆ANIS) / 양정화 (118, 119화)
노래 – 레미&에리(STAR☆ANIS) / 양정화, 이소은 (121화)
「Poppin´ Bubbles」 (120, 132화)
작사 – AM42 / 작곡˙편곡 – 미토
노래 – 미키&미호(AIKATSU☆STARS!) / 김영은, 정유미
「魅惑のパーティー」 / 「매혹의 파티」 (122화)
작사 – 타무라팡 / 작곡˙편곡 – NARASAKI
노래 – 모나&루카(AIKATSU☆STARS!) / 정유정, 김새해
「Blooming♡Blooming」 (123, 124, 160, 167화)
작사 – 코다마 사오리 / 작곡˙편곡 – 히로카와 케이이치
노래 – 루카(AIKATSU☆STARS!) / 정유정 (123, 160, 167화)
노래 – 에리(STAR☆ANIS) / 이소은 (124화)
「Pretty Pretty」 (126, 129화)
작사 – 와타나베 나츠미 / 작곡˙편곡 – connie
노래 – 루카&모나&미키(AIKATSU☆STARS!)with 오오조라 아카리(CV: 시모지 시노) / 정유정, 김새해, 김영은 with 하늘 (CV: 정유정)
「MY SHOW TIME!」 (128, 145, 175화)
작사 – 아키우라 토모히로 / 작곡 - 스즈키 토모요시 / 편곡 - Integral Clover (agehasprings)
노래 – 나나세(AIKATSU☆STARS!) / 사문영
「チュチュ・バレリーナ」 / 「츄츄 발레리나」 (130, 131, 138화)
노래 – 모나(AIKATSU☆STARS!) / 김새해 (130화)
노래 – 모나&나나세(AIKATSU☆STARS!) / 김새해, 사문영 (131, 138화)
「ハローニューワールド」 / 「헬로 뉴 월드」 (133, 134, 138, 145, 175화)
작사 – 코다마 사오리 / 작곡˙편곡 – 호아시 케이고
노래 – 카나(AIKATSU☆STARS!)  / 김가령 (133, 145, 175화)
노래 – 카나&루카(AIKATSU☆STARS!)  / 김가령, 정유정 (134, 138화)
「恋するみたいなキャラメリゼ」 / 「사랑에 빠져버린 카라멜리제」 (135, 136, 137, 142, 156화)
작사 – 츠지 준코 / 작곡˙편곡 – 이시하마 카케루
노래 – 에리(STAR☆ANIS)/ 이지현 (135, 142화)
노래 – 에리&레미(STAR☆ANIS) / 이지현, 양정화 (136, 137, 156화)
「Chica×Chica」 (137, 149, 174화)
작사 – 소라타니 이즈미 / 작곡˙편곡 – 나루세 유스케 (onetrap)
노래 – 미키&미호(AIKATSU☆STARS!) / 김영은, 정유미 (137화)
노래 – 미호&나나세&카나(AIKATSU☆STARS!) / 정유미, 사문영, 김가령 (149화)
노래 – 미호(AIKATSU☆STARS!) / 정유미 (174화)
「Hey! little girl」 (139, 143화)
작사 – 나카노모리 아야코, KIKOMARU / 작곡˙편곡 – 나카노모리 아야코
노래 – 루카&모나(AIKATSU☆STARS!) / 정유정, 김새해
「Sweet Heart Restaurant」 (140화)
작사 – 오오츠카 히토미 / 작곡 – 아키우라 토모히로 / 편곡 – 요코야마 히로아키 (agehasprings)
노래 – 에리(STAR☆ANIS) /미키(AIKATSU☆STARS!) /이지현, 김가령
「サマー☆マジック」 / 「Summer☆Magic」 (141화)
작사 – tzk / 작곡 – 아키우라 토모히로 / 편곡 – 나루세 유스케 (onetrap)
노래 – 미키&미호(AIKATSU☆STARS!) / 김영은, 정유미
「エメラルドの魔法」/ 「에메랄드의 마법」 (144화)
작사 – 타다노 나츠미 / 작곡˙편곡 – Kensuke ushio
노래 – 모나(AIKATSU☆STARS!) / 김새해
「リルビーリルウィン♪」 /  「Little beat, Little wing」 (147, 151화)
작사 – 코다마 사오리 / 작곡˙편곡 – WATCHMAN
노래 – 루카&모나&미키(AIKATSU☆STARS!) / 정유정, 김새해, 김영은
「Lovely Party Collection」 (152, 156화)
작사 – 코다마 사오리 / 작곡·편곡 – 이시하마 카케루
노래 – 루카&모나&미키&미호&나나세&카나(AIKATSU☆STARS!) (152화) / 정유정, 김새해, 김영은, 정유미, 사문영, 김가령
노래 – 루카&모나&미키(AIKATSU☆STARS!) / 정유정, 김새해, 김영은 (156화)

#### 4기
「lucky train！」 / 「Lucky Train」 (154, 155, 157, 164, 168, 175화)
작사 – 타다노 나츠미 / 작곡 – 나카노 료타 / 편곡 – Integral Clover (agehasprings)
노래 – 미호&나나세(AIKATSU☆STARS!) / 김율, 여민정 (154, 155, 157, 164, 168화)
노래 – 미호(AIKATSU☆STARS!) / 김율 (175화)
「約束カラット」 / 「우리 둘의 약속은 캐럿」 (155화)
작사 – 타다노 나츠미 / 작곡·편곡 – 나가타니 타카오
노래 – 미호&나나세(AIKATSU☆STARS!) / 김율, 여민정 (155화)
「LOVE GAME」 (158, 164화)
작사 – SINBYI / 작곡 – 나카노 료타 / 편곡 – 오오니시 쇼고
노래 – 나나세&모나(AIKATSU☆STARS!) / 사문영, 김새해 (158, 164화)
「ロンリー・グラヴィティ」 / 「Lonely Gravity」 (159화)
작사 – GENMAI / 작곡 – 오니시 쇼고 (agehasprings)
노래 – 나나세&루카(AIKATSU☆STARS!) / 정유정, 사문영 (159화)
「ミエルミエール」 / 「여기저기 눈요기」 (161, 162화)
작사 – 타다노 나츠미 / 작곡˙편곡 – 이시하마 카케루
노래 – 카나(AIKATSU☆STARS!) / 이재현 (161, 162화)
「シアワセ方程式」 / 「행복 방정식」 (163화)
작사 – 츠지 준코 / 작곡 – 호아시 케이고
노래 – 루카&카나(AIKATSU☆STARS!) / 정유정, 김가령
「いばらの女王」 / 「가시장미의 여왕」 (166, 176화)
작사 – 타다노 나츠미 / 작곡 – NARASAKI / 편곡 – WATCHMAN
노래 – 모나(AIKATSU☆STARS!) / 김새해
「ハローハロー」 / 「Hello Hello」 (169, 176화)
작사 – tom.m / 작곡 – 야마자키 케이스케 / 편곡 – 나루세 유스케 (onetrap)
노래 – 미키(AIKATSU☆STARS!) / 김영은
「START DASH SENSATION」 (170, 177, 178화)
작사 – 코다마 사오리 / 작곡·편곡 - 이시하마 카케루
노래 – 루카(AIKATSU☆STARS!) / 정유정

## 방영 목록
| 일본                    | 일본                    | 일본                                    | 대한민국                | 대한민국                | 대한민국                           |                         |                         |
| 방영일                  | 회차                    | 부제                                    | 방영일                  | 회차                    | 부제                               |                         |                         |
| <1부> 1기 (솔레이유 편) | <1부> 1기 (솔레이유 편) | <1부> 1기 (솔레이유 편)                 | <1부> 1기 (솔레이유 편) | <1부> 1기 (솔레이유 편) | <1부> 1기 (솔레이유 편)            | <1부> 1기 (솔레이유 편) | <1부> 1기 (솔레이유 편) |
| ----------------------- | ----------------------- | --------------------------------------- | ----------------------- | ----------------------- | ---------------------------------- | ----------------------- | ----------------------- |
| 2012년 10월 8일         | 제1화                   | 私がアイドルになっても?                 | 2013년 10월 7일         | 제1화                   | 시작! I am Star!                   |                         |                         |
| 10월 15일               | 제2화                   | アイドルがいっぱい!                     | 2013년 10월 7일         | 제2화                   | 여기는 모두가 아이돌!              |                         |                         |
| 10월 22일               | 제3화                   | あなたをもっと知りたくて                | 10월 8일                | 제3화                   | 좀 더 알고 싶어요!                 |                         |                         |
| 10월 29일               | 제4화                   | OH! MY! FAN!                            | 10월 8일                | 제4화                   | Oh! My! Fan?                       |                         |                         |
| 11월 5일                | 제5화                   | ラン! ランウェイ!                       | 10월 14일               | 제5화                   | 보라와 런웨이!                     |                         |                         |
| 11월 12일               | 제6화                   | サインに夢中!                           | 10월 14일               | 제6화                   | 사인을 만들자!                     |                         |                         |
| 11월 19일               | 제7화                   | つぶやきにご用心                        | 10월 15일               | 제7화                   | 인터넷을 조심하세요!               |                         |                         |
| 11월 26일               | 제8화                   | 地下の太陽                              | 10월 15일               | 제8화                   | 지하실의 태양!                     |                         |                         |
| 12월 3일                | 제9화                   | MOVE ON NOW!                            | 10월 21일               | 제9화                   | Move On Now!                       |                         |                         |
| 12월 10일               | 제10화                  | 虹色のおとめ                            | 10월 21일               | 제10화                  | 무지개빛 아이돌!                   |                         |                         |
| 12월 17일               | 제11화                  | おとめは誰かに恋してる                  | 10월 22일               | 제11화                  | 사랑에 빠진 아이돌?                |                         |                         |
| 12월 24일               | 제12화                  | WE WISH YOU A MERRY CHRISTMAS           | 10월 22일               | 제12화                  | We Wish you a merry Christmas!     |                         |                         |
| 2013년 1월 7일          | 제13화                  | カロリーの悲劇!                         | 10월 28일               | 제13화                  | 칼로리의 비극!                     |                         |                         |
| 1월 14일                | 제14화                  | イケナイ刑事♥（デカ）                   | 10월 28일               | 제14화                  | 못말리는 형사!                     |                         |                         |
| 1월 21일                | 제15화                  | クスノキの恋                            | 10월 29일               | 제15화                  | 첫사랑의 은행나무!                 |                         |                         |
| 1월 28일                | 제16화                  | ドッキドキ!! スペシャルライブ PART1     | 10월 29일               | 제16화                  | 두근두근 스페셜 라이브! 준비!      |                         |                         |
| 2월 4일                 | 제17화                  | ドッキドキ!! スペシャルライブ PART2     | 11월 4일                | 제17화                  | 두근두근 스페셜 라이브! 시작!      |                         |                         |
| 2월 11일                | 제18화                  | チョコっとらぶ                          | 11월 4일                | 제18화                  | 초콜릿 주세요!                     |                         |                         |
| 2월 18일                | 제19화                  | 月夜のあの娘は秘密の香り                | 11월 5일                | 제19화                  | 달밤의 드라큘라 소녀!              |                         |                         |
| 2월 25일                | 제20화                  | ヴァンパイア・スキャンダル              | 11월 5일                | 제20화                  | 뱀파이어 스캔들!                   |                         |                         |
| 3월 4일                 | 제21화                  | オシャレ怪盗☆スワロウテイル             | 11월 11일               | 제21화                  | 눈부신 괴도 스왈로우 테일!         |                         |                         |
| 3월 11일                | 제22화                  | アイドルオーラとカレンダーガール        | 11월 11일               | 제22화                  | 아이돌 포스를 찾아라!              |                         |                         |
| 3월 18일                | 제23화                  | アゲハなミューズ                        | 11월 12일               | 제23화                  | 뮤즈가 되고 싶어!                  |                         |                         |
| 3월 25일                | 제24화                  | エンジョイ♪オフタイム                   | 11월 12일               | 제24화                  | 달콤한 휴가!                       |                         |                         |
| 4월 4일                 | 제25화                  | エイプリルフールのやくそく☆             | 11월 18일               | 제25화                  | 만우절의 약속!                     |                         |                         |
| 4월 11일                | 제26화                  | さくらの季節（とき）                    | 2014년 2월 4일          | 제26화                  | 벚꽃, 새로운 시작!                 |                         |                         |
| 4월 18일                | 제27화                  | 開幕☆フレッシュガールズカップ           | 2월 11일                | 제27화                  | 개막! 프레시 걸즈 컵!              |                         |                         |
| 4월 25일                | 제28화                  | 美月とスッポン                          | 2월 11일                | 제28화                  | 우승은 누구 손에?                  |                         |                         |
| 5월 2일                 | 제29화                  | アイドル☆ティーチャー                   | 2월 17일                | 제29화                  | 아이돌☆선생님                      |                         |                         |
| 5월 9일                 | 제30화                  | 真心のコール&レスポンス                 | 2월 17일                | 제30화                  | 진심의 응답!                       |                         |                         |
| 5월 16일                | 제31화                  | 母の日はアイドル!                       | 2월 18일                | 제31화                  | 엄마와 함께 아이돌!                |                         |                         |
| 5월 23일                | 제32화                  | いちごパニック                          | 2월 18일                | 제32화                  | 패닉! 패닉!!                       |                         |                         |
| 5월 30일                | 제33화                  | チャンス&トライ☆                        | 2월 24일                | 제33화                  | 도전! 트라이스타!                  |                         |                         |
| 6월 6일                 | 제34화                  | HELLO☆スーパーアイドル                  | 2월 24일                | 제34화                  | hello! ☆ 슈퍼아이돌!               |                         |                         |
| 6월 13일                | 제35화                  | 涙の星                                  | 2월 25일                | 제35화                  | 눈물의 별!                         |                         |                         |
| 6월 20일                | 제36화                  | トライスター テイク オフ☆               | 2월 25일                | 제36화                  | 트라이스타 Take off!               |                         |                         |
| 6월 27일                | 제37화                  | 太陽に向かって                          | 3월 3일                 | 제37화                  | 눈부신 태양을 향해!                |                         |                         |
| 7월 4일                 | 제38화                  | ストロベリーパフェ♪                     | 3월 3일                 | 제38화                  | 스트로베리 파르페!                 |                         |                         |
| 7월 11일                | 제39화                  | それゆけ、ソレイユ!                     | 3월 4일                 | 제39화                  | 빛나자! 솔레이유!                  |                         |                         |
| 7월 18일                | 제40화                  | ガール・ミーツ・ガール                  | 3월 4일                 | 제40화                  | Girl Meets Girl!                   |                         |                         |
| 7월 25일                | 제41화                  | 夏色ミラクル☆                           | 3월 10일                | 제41화                  | 여름날의 기적!                     |                         |                         |
| 8월 1일                 | 제42화                  | 船上のフィナーレ☆                       | 3월 10일                | 제42화                  | 시크릿 콘서트!                     |                         |                         |
| 8월 8일                 | 제43화                  | 不思議の国のアイドル!                   | 3월 11일                | 제43화                  | 이상한 나라의 아이돌!              |                         |                         |
| 8월 15일                | 제44화                  | モア・ザン・トゥルー クライシス!        | 3월 11일                | 제44화                  | More Than True!                    |                         |                         |
| 8월 22일                | 제45화                  | ハピサマ☆バケーション                   | 3월 17일                | 제45화                  | 즐거운 여름 휴가!                  |                         |                         |
| 8월 29일                | 제46화                  | リスペクトJ☆                            | 3월 17일                | 제46화                  | 비밀 연습!                         |                         |                         |
| 9월 5일                 | 제47화                  | レジェンドアイドル・マスカレード        | 3월 18일                | 제47화                  | 전설의 마스커레이드!               |                         |                         |
| 9월 12일                | 제48화                  | WAKE UP MY MUSIC♪                       | 3월 18일                | 제48화                  | Wake up My Music!                  |                         |                         |
| 9월 19일                | 제49화                  | 輝きが向かう場所                        | 3월 24일                | 제49화                  | 눈부신 빛을 향해!                  |                         |                         |
| 9월 26일                | 제50화                  | 思い出は未来のなかに                    | 3월 24일                | 제50화                  | 추억은 미래 속에!                  |                         |                         |
| <1부> 2기 (솔레이유 편) |                         |                                         |                         |                         |                                    |                         |                         |
| 10월 3일                | 제51화                  | ロックなあの娘はドリーム☆ガール         | 2015년 5월 14일         | 제51화                  | 새로운 라이벌의 등장!              |                         |                         |
| 10월 10일               | 제52화                  | おかえり♫ストロベリー                   | 2015년 5월 14일         | 제52화                  | 어서 와, 라임아!                   |                         |                         |
| 10월 17일               | 제53화                  | ラララ☆★ライバル                        | 5월 21일                | 제53화                  | 라라라☆★라이벌                     |                         |                         |
| 10월 24일               | 제54화                  | 笑顔のヒミツ                            | 5월 21일                | 제54화                  | 비밀만점                           |                         |                         |
| 10월 31일               | 제55화                  | 合言葉はオケオケオッケー☆               | 5월 28일                | 제55화                  | 우리의 암호는 OK OK OK!            |                         |                         |
| 11월 7일                | 제56화                  | 恋のトップシークレット                  | 5월 28일                | 제56화                  | 사랑은 일급비밀!                   |                         |                         |
| 11월 14일               | 제57화                  | ゆるキャ蘭ウェイ!                       | 6월 4일                 | 제57화                  | 보라의 깜찍한 비밀!                |                         |                         |
| 11월 21일               | 제58화                  | マジカルダンシング♪                     | 6월 4일                 | 제58화                  | 매지컬 댄싱                        |                         |                         |
| 11월 28일               | 제59화                  | ちょこっと解決☆チョコポップ探偵         | 6월 11일                | 제59화                  | 초콜릿 해결사☆초코 팝 탐정!        |                         |                         |
| 12월 5일                | 제60화                  | ウワサのぽわプリ☆                       | 6월 11일                | 제60화                  | 우리는 푸아 푸아 프리링☆           |                         |                         |
| 12월 12일               | 제61화                  | キラ・パタ・マジック☆                   | 6월 18일                | 제61화                  | 보헤미안 매직!                     |                         |                         |
| 12월 19일               | 제62화                  | アイドルはサンタクロース！              | 6월 18일                | 제62화                  | 아이돌은 산타클로스!               |                         |                         |
| 12월 26일               | 제63화                  | 紅白アイカツ合戰！                      | 6월 25일                | 제63화                  | 아이 엠 스타 대전!                 |                         |                         |
| 2014년 1월 9일          | 제64화                  | ラッキーアイドル☆                       | 6월 25일                | 제64화                  | 행운의 아이돌                      |                         |                         |
| 1월 16일                | 제65화                  | 夢への扉                                | 7월 2일                 | 제65화                  | 꿈으로 향한 문                     |                         |                         |
| 1월 23일                | 제66화                  | ステキな両思い                          | 7월 2일                 | 제66화                  | 서로를 위하는 마음!                |                         |                         |
| 1월 30일                | 제67화                  | フォーチュンコンパス☆                   | 7월 9일                 | 제67화                  | 행운의 김밥!                       |                         |                         |
| 2월 6일                 | 제68화                  | 花咲くオーロラプリンセス                | 7월 9일                 | 제68화                  | 꽃피는 오로라 프린세스             |                         |                         |
| 2월 13일                | 제69화                  | おもてなしハート♡                       | 7월 16일                | 제69화                  | 우정의 파티!                       |                         |                         |
| 2월 20일                | 제70화                  | おしゃれ探検隊クールエンジェルス！      | 7월 16일                | 제70화                  | 멋쟁이 탐험대 쿨 엔젤스            |                         |                         |
| 2월 27일                | 제71화                  | キラめきはアクエリアス                  | 7월 23일                | 제71화                  | 아쿠에리어스의 빛!                 |                         |                         |
| 3월 6일                 | 제72화                  | ハッピィ☆アイドルフェス 1st Day!        | 7월 23일                | 제72화                  | 해피 ☆ 수련전사 페스티벌 1st DAY!  |                         |                         |
| 3월 13일                | 제73화                  | ハッピィ☆アイドルフェス 2nd Day!        | 7월 30일                | 제73화                  | 해피 ☆ 수련전사 페스티벌 2nd DAY!  |                         |                         |
| 3월 20일                | 제74화                  | 桜色メモリーズ                          | 7월 30일                | 제74화                  | 벚꽃 엔딩                          |                         |                         |
| 3월 27일                | 제75화                  | アゲイン♪オフタイム                     | 8월 6일                 | 제75화                  | 휴가는 즐거워!                     |                         |                         |
| 4월 3일                 | 제76화                  | びっくり☆フレッシュガール!              | 10월 22일               | 제76화                  | 뜨거운 신인 등장!                  |                         |                         |
| 4월 10일                | 제77화                  | 目指してるスター☆彡                     | 10월 22일               | 제77화                  | 오리지널 스타의 빛                 |                         |                         |
| 4월 17일                | 제78화                  | ミラクルはじまる!                       | 10월 29일               | 제78화                  | 미라클 ☆ 기적의 시작!              |                         |                         |
| 4월 24일                | 제79화                  | YES!ベストパートナー                    | 10월 29일               | 제79화                  | YES! 베스트 파트너!                |                         |                         |
| 5월 1일                 | 제80화                  | アイカツ！ブートキャンプ                | 11월 5일                | 제80화                  | 아이엠 스타 부트 캠프!             |                         |                         |
| 5월 8일                 | 제81화                  | ビビビッ☆パートナー                     | 11월 5일                | 제81화                  | 찌리릿 ☆ 파트너!                   |                         |                         |
| 5월 15일                | 제82화                  | めざせ☆最高のパートナー                 | 11월 12일               | 제82화                  | 목표는 최고의 파트너!              |                         |                         |
| 5월 22일                | 제83화                  | おとめＲＡＩＮＢＯＷ！                  | 11월 12일               | 제83화                  | 행복의 무지개!                     |                         |                         |
| 5월 29일                | 제84화                  | 咲いてミラクル!                         | 11월 19일               | 제84화                  | 피어라! 미라클!                    |                         |                         |
| 6월 5일                 | 제85화                  | 月の砂漠の幻想曲（ラプソディー）        | 11월 19일               | 제85화                  | 달빛 사막의 랩소디!                |                         |                         |
| 6월 12일                | 제86화                  | マイ ディア アイドル！                  | 11월 26일               | 제86화                  | Dear My 아이돌!                    |                         |                         |
| 6월 19일                | 제87화                  | ソレイユ☆ライジング！                   | 11월 26일               | 제87화                  | 솔레이유☆라이징!                   |                         |                         |
| 6월 26일                | 제88화                  | 伝説をつむぐ場所                        | 12월 3일                | 제88화                  | 전설을 이어가는 곳!                |                         |                         |
| 7월 3일                 | 제89화                  | あこがれは永遠に                        | 12월 3일                | 제89화                  | 프리티 뱀파이어!                   |                         |                         |
| 7월 10일                | 제90화                  | ひらめく☆未来ガール                     | 12월 10일               | 제90화                  | 빛나는☆퓨처링 걸!                  |                         |                         |
| 7월 17일                | 제91화                  | 結成☆アイカツ８                         | 12월 10일               | 제91화                  | 결성! 아이 엠 스타 8!              |                         |                         |
| 7월 24일                | 제92화                  | サマーアイドルストーリー                | 12월 17일               | 제92화                  | 서머 아이돌 스토리!                |                         |                         |
| 7월 31일                | 제93화                  | トゥインクル・スターズ                  | 12월 17일               | 제93화                  | 트윙클 스타즈!                     |                         |                         |
| 8월 7일                 | 제94화                  | ふたつの翼                              | 12월 24일               | 제94화                  | 두 개의 날개!                      |                         |                         |
| 8월 14일                | 제95화                  | 夢の咲く場所                            | 12월 24일               | 제95화                  | 꿈이 피어나는 곳!                  |                         |                         |
| 8월 21일                | 제96화                  | レッツ！あかりサマー！                  | 12월 31일               | 제96화                  | 하늘이의 여름!                     |                         |                         |
| 8월 28일                | 제97화                  | 秘密の手紙と見えない星                  | 12월 31일               | 제97화                  | 비밀 편지와 보이지 않는 별!        |                         |                         |
| 9월 4일                 | 제98화                  | ふたごのドレス                          | 2016년 1월 7일          | 제98화                  | 쌍둥이 드레스!                     |                         |                         |
| 9월 11일                | 제99화                  | 花の涙                                  | 2016년 1월 7일          | 제99화                  | 꽃의 눈물!                         |                         |                         |
| 9월 18일                | 제100화                 | 夢へのツバサ                            | 1월 14일                | 제100화                 | 꿈으로 향하는 날개!                |                         |                         |
| 9월 25일                | 제101화                 | 憧れのＳＨＩＮＩＮＧ ＬＩＮＥ           | 1월 14일                | 제101화                 | 미래로 이끄는 SHINING LINE         |                         |                         |
| <2부> 3기 (루미너스 편) |                         |                                         |                         |                         |                                    |                         |                         |
| 10월 2일                | 제102화                 | アイカツしよう☆Ｒｅａｄｙ Ｇｏ！！      | 7월 7일                 | 제102화                 | 아이엠스타하자☆Ready Go!!          |                         |                         |
| 10월 9일                | 제103화                 | いいこと占い                            | 7월 7일                 | 제103화                 | 좋게 좋게 생각하기!                |                         |                         |
| 10월 16일               | 제104화                 | アイカツダッシュ!                       | 7월 14일                | 제104화                 | 아이 엠 스타 대쉬                  |                         |                         |
| 10월 23일               | 제105화                 | はじけるヒラメキ☆                       | 7월 14일                | 제105화                 | 망설이지 않는 용기!                |                         |                         |
| 10월 30일               | 제106화                 | 今日はハロウィン!                       | 7월 21일                | 제106화                 | 오늘은 핼러윈!                     |                         |                         |
| 11월 6일                | 제107화                 | 2人のドリーマー                         | 7월 21일                | 제107화                 | 우리의 꿈을 위해!                  |                         |                         |
| 11월 13일               | 제108화                 | アイカツのアツイ風！                    | 7월 28일                | 제108화                 | 내 마음을 사과에 담아!             |                         |                         |
| 11월 20일               | 제109화                 | アメリカンドラゴンのアツい風!           | 7월 28일                | 제109화                 | 열정의 아이 엠 스타!               |                         |                         |
| 11월 27일               | 제110화                 | 情熱のサングリアロッサ!                 | 8월 4일                 | 제110화                 | 정열의 상그리아 로사               |                         |                         |
| 12월 4일                | 제111화                 | ディア マイ ファン!                     | 8월 4일                 | 제111화                 | Dear My Fan!                       |                         |                         |
| 12월 11일               | 제112화                 | Ｇｏ！Ｇｏ！ いちご応援隊 (劇場版 外伝) | 8월 11일                | 제112화                 | GO! GO! 라임 응원단! (극장판 외전) |                         |                         |
| 12월 18일               | 제113화                 | オシャレ☆ヴィヴィッドガール             | 8월 11일                | 제113화                 | 패션 체크! 비비드 걸!              |                         |                         |
| 12월 25일               | 제114화                 | ハッピーツリークリスマス☆               | 8월 18일                | 제114화                 | 해피 트리 크리스마스!              |                         |                         |
| 2015년 1월 8일          | 제115화                 | ほっこり☆和正月                         | 8월 18일                | 제115화                 | 따스한 설날 연휴!                  |                         |                         |
| 1월 15일                | 제116화                 | 大空JUMP!!                              | 8월 25일                | 제116화                 | 하늘로 Jump!                       |                         |                         |
| 1월 22일                | 제117화                 | 歌声はスミレ色                          | 8월 25일                | 제117화                 | 보라빛 노랫소리!                   |                         |                         |
| 1월 29일                | 제118화                 | やびなアイカツ!                         | 9월 1일                 | 제118화                 | 우아한 아이엠스타!                 |                         |                         |
| 2월 5일                 | 제119화                 | ナデシコの舞い!                         | 9월 1일                 | 제119화                 | 소녀의 기도!                       |                         |                         |
| 2월 12일                | 제120화                 | スター☆バレンタイン                     | 9월 8일                 | 제120화                 | 스타 밸런타인!                     |                         |                         |
| 2월 19일                | 제121화                 | 未来に約束!                             | 9월 8일                 | 제121화                 | 미래를 향한 약속!                  |                         |                         |
| 2월 26일                | 제122화                 | ヴァンパイアミステリー                  | 9월 15일                | 제122화                 | 뱀파이어 아이돌!                   |                         |                         |
| 3월 5일                 | 제123화                 | 春のブーケ                              | 9월 15일                | 제123화                 | 봄의 꽃다발                        |                         |                         |
| 3월 12일                | 제124화                 | クイーンの花                            | 9월 22일                | 제124화                 | 여왕의 꽃!                         |                         |                         |
| 3월 19일                | 제125화                 | あこがれの向こう側                      | 9월 22일                | 제125화                 | 우리의 꿈을 향해                   |                         |                         |
| 3월 26일                | 제126화                 | ぽっかぽか♪オフタイム                   | 9월 29일                | 제126화                 | 행복한 오프 타임!                  |                         |                         |
| 4월 2일                 | 제127화                 | 星空エントランス☆                       | 12월 15일               | 제127화                 | 별이 빛나는 밤에☆                  |                         |                         |
| 4월 9일                 | 제128화                 | 夢のショータイム                        | 12월 15일               | 제128화                 | 환상의 쇼 타임                     |                         |                         |
| 4월 16일                | 제129화                 | トークの花道                            | 12월 22일               | 제129화                 | 토크의 신                          |                         |                         |
| 4월 23일                | 제130화                 | ユニットの魔法                          | 12월 22일               | 제130화                 | 유닛의 마법                        |                         |                         |
| 4월 30일                | 제131화                 | 輝きのダンシングディーヴァ              | 12월 29일               | 제131화                 | 빛나는 댄싱 디바                   |                         |                         |
| 5월 7일                 | 제132화                 | 灼熱の情熱ハラペーニョ!                 | 12월 29일               | 제132화                 | 뜨거운 정열 할라페뇨!              |                         |                         |
| 5월 14일                | 제133화                 | ハローニューワールド                    | 2017년 1월 5일          | 제133화                 | 헬로 뉴 월드                       |                         |                         |
| 5월 21일                | 제134화                 | おもわずスキップス♪                     | 2017년 1월 5일          | 제134화                 | 둘이 함께 스킵스!                  |                         |                         |
| 5월 28일                | 제135화                 | 世界の中心はここね!                     | 1월 12일                | 제135화                 | 세상의 중심은 바로 나!             |                         |                         |
| 6월 4일                 | 제136화                 | その名も、あまふわ☆なでしこ             | 1월 12일                | 제136화                 | 우리들의 이름은 달콤☆소녀          |                         |                         |
| 6월 11일                | 제137화                 | ワクワク☆ユニットカップ                 | 1월 19일                | 제137화                 | 두근두근☆유닛 컵                   |                         |                         |
| 6월 18일                | 제138화                 | 素顔の輝き☆                             | 1월 19일                | 제138화                 | 순수한 매력의 힘☆                  |                         |                         |
| 6월 25일                | 제139화                 | ジョニーと花嫁                          | 1월 26일                | 제139화                 | 쟈니와 6월의 신부                  |                         |                         |
| 7월 2일                 | 제140화                 | アイカツレストラン                      | 1월 26일                | 제140화                 | 아이 엠 스타 레스토랑              |                         |                         |
| 7월 9일                 | 제141화                 | ホットスパイシー・ガールズ！            | 2월 2일                 | 제141화                 | 핫 스파이시 걸즈!                  |                         |                         |
| 7월 16일                | 제142화                 | ありがとうが言いたくて                  | 2월 2일                 | 제142화                 | 행복한 이별                        |                         |                         |
| 7월 23일                | 제143화                 | 戦慄！？サマーアイランド                | 2월 9일                 | 제143화                 | 공포의 무인도 여행?!               |                         |                         |
| 7월 30일                | 제144화                 | ドッキリアイドル大作戦！                | 2월 9일                 | 제144화                 | 아이돌 몰래 카메라 대작전!         |                         |                         |
| 8월 6일                 | 제145화                 | アツイ夏祭り                            | 미방영                  | 미방영                  | 미방영                             |                         |                         |
| 8월 13일                | 제146화                 | もういちど三人で                        | 2월 16일                | 제145화                 | 셋이 함께 하는 도전                |                         |                         |
| 8월 20일                | 제147화                 | 輝きのルミナス                          | 2월 16일                | 제146화                 | 빛나는 루미너스                    |                         |                         |
| 8월 27일                | 제148화                 | 開幕、大スターライト学園祭☆             | 2월 23일                | 제147화                 | 개막, 스타 라이트 올스타 축제☆     |                         |                         |
| 9월 3일                 | 제149화                 | ふぞろいのカラー達                      | 2월 23일                | 제148화                 | 서로 다른 색상들                   |                         |                         |
| 9월 10일                | 제150화                 | 星の絆                                  | 3월 2일                 | 제149화                 | 별들의 부활                        |                         |                         |
| 9월 17일                | 제151화                 | ステージの光                            | 3월 2일                 | 제150화                 | 무대 위의 빛                       |                         |                         |
| 9월 24일                | 제152화                 | 出会いに続く道                          | 3월 9일                 | 제151화                 | 만남으로 이어지는 길               |                         |                         |
| <2부> 4기 (루미너스 편) |                         |                                         |                         |                         |                                    |                         |                         |
| 10월 1일                | 제153화                 | とびだそう、広がる世界！                | 7월 10일                | 제152화                 | 드넓은 세계로 출발!                |                         |                         |
| 10월 8일                | 제154화                 | ジャガイモをマイクにもちかえて          | 7월 10일                | 제153화                 | 감자를 마이크로 바꿔들고!          |                         |                         |
| 10월 15일               | 제155화                 | トキメキカラット☆                       | 7월 17일                | 제154화                 | 두근 두근 캐럿!                    |                         |                         |
| 10월 22일               | 제156화                 | YOU！ GO！ KYOTO！！                    | 7월 17일                | 제155화                 | 가이드 아이돌 유이!                |                         |                         |
| 10월 29일               | 제157화                 | 小悪魔ハプニング                        | 7월 24일                | 제156화                 | 기적의 해프닝!                     |                         |                         |
| 11월 5일                | 제158화                 | 会いたくて、沖縄                        | 7월 24일                | 제157화                 | 보고 싶었어! 아일랜드 시티!        |                         |                         |
| 11월 12일               | 제159화                 | ギャラクシー☆スターライト               | 7월 31일                | 제158화                 | 갤럭시☆스타라이트                  |                         |                         |
| 11월 19일               | 제160화                 | 夢はパーフェクトアイドル！              | 7월 31일                | 제159화                 | 내 꿈은 퍼펙트 아이돌☆             |                         |                         |
| 11월 26일               | 제161화                 | 大阪アイドルものがたり                  | 8월 7일                 | 제160화                 | 열정의 개그 아이돌 니나!           |                         |                         |
| 12월 3일                | 제162화                 | ☆めちゃパニック☆                        | 8월 7일                 | 제161화                 | 빅 재미 큰 웃음 투어!              |                         |                         |
| 12월 10일               | 제163화                 | ハピネスパーティー♪                     | 8월 14일                | 제162화                 | 해피니스 파티!                     |                         |                         |
| 12월 17일               | 제164화                 | さきどりニューイヤー！                  | 미방영                  | 미방영                  | 미방영                             |                         |                         |
| 12월 24일               | 제165화                 | ルミナス☆クリスマス                     | 8월 14일                | 제163화                 | 루미너스 크리스마스!               |                         |                         |
| 2016년 1월 7일          | 제166화                 | 私が見つけた最初の風                    | 8월 21일                | 제164화                 | 리라에게 불어 온 바람              |                         |                         |
| 1월 14일                | 제167화                 | 夢のスケッチブック                      | 8월 21일                | 제165화                 | 꿈의 스케치북                      |                         |                         |
| 1월 21일                | 제168화                 | ひとつの道と、別れ道                    | 8월 28일                | 제166화                 | 리사의 망설임                      |                         |                         |
| 1월 28일                | 제169화                 | ひなきミラクル！                        | 8월 28일                | 제167화                 | 판타스틱 희나!                     |                         |                         |
| 2월 4일                 | 제170화                 | アイドルのチカラ                        | 9월 4일                 | 제168화                 | 아이돌의 힘!                       |                         |                         |
| 2월 11일                | 제171화                 | ベストフレンド                          | 9월 4일                 | 제169화                 | 우린 베스트 프렌드!                |                         |                         |
| 2월 18일                | 제172화                 | 春のドリアカーニバル！                  | 9월 11일                | 제170화                 | 신나는 드림카니발!                 |                         |                         |
| 2월 25일                | 제173화                 | ダブルミラクル☆                         | 9월 11일                | 제171화                 | 미라클! 미라클!                    |                         |                         |
| 3월 3일                 | 제174화                 | 私のMove on now!                        | 9월 18일                | 제172화                 | 나만의 Move on now!                |                         |                         |
| 3월 10일                | 제175화                 | 叶えたい未来たち                        | 9월 18일                | 제173화                 | 이루고 싶은 미래에게!              |                         |                         |
| 3월 17일                | 제176화                 | いばらの女王!                           | 9월 25일                | 제174화                 | 기회와 위기의 갈림길!              |                         |                         |
| 3월 24일                | 제177화                 | 未来向きの今                            | 9월 25일                | 제175화                 | 내일로 나아가는 길                 |                         |                         |
| 3월 31일                | 제178화                 | さ最高のプレゼント                      | 10월 2일                | 제176화                 | 최고의 선물!                       |                         |                         |

## 같이 보기
- 아이카츠 스타즈!
- 아이카츠 프렌즈!
- 아이카츠 온 퍼레이드!
- 아이카츠 플래닛!